# Avortement à Madagascar
L'avortement à Madagascar est une action punie dans tous les cas par une loi sur l'avortement de ce pays, tant dans le fait de subir que d'aider à un avortement. Madagascar est l'un des rares pays à interdire totalement l'avortement. 
L'avortement est illégal depuis l'époque coloniale française, sous l'influence de mentalités favorisant les naissances. En 2017, le gouvernement a rejeté une proposition de légalisation de l'avortement thérapeutique. Un projet de loi autorisant l'avortement en cas de viol est proposé par le député Masy Goulamaly en novembre 2021, mais est rejeté par le Parlement.
La plupart des Malgaches s'opposent à la légalisation de l'avortement. Les Églises, qui s'opposent à l'avortement, influencent les politiciens. De l'autre côté, des organisations internationales influent en faveur de la légalisation de l'avortement. Nifin'Akanga, un groupe de défense du droit à l'avortement, mène des recherches et organise des manifestations. 
À Madagascar, les avortements sont dangereux et constituent une cause majeure de mortalité maternelle. Certains avortements sont pratiqués clandestinement par des professionnels de santé. Certaines femmes se font avorter elles-mêmes ou ont recours à des remèdes traditionnels auprès de sages-femmes traditionnelles. Madagascar a un faible recours à la contraception.

## Législation
L'article 317 du Code pénal malgache prévoit que les femmes qui avortent sont passibles d'une peine de prison de six mois à deux ans ou d'une amende de 2 millions d'ariary. Les personnes qui participent à un avortement sont passibles d'une peine de prison de un à cinq ans et d'une amende de 360 000 à 10,8 millions d'ariary (80 à 2 500 €), voire plus en cas de récidive. En 2020, Madagascar est l’un des treize pays qui interdisent totalement l’avortement. Les soins post-avortement sont légaux.
Selon un sondage Afrobaromètre de 2022, 96 % des Malgaches s'opposent à la légalisation de l'avortement à la demande, et 85 % en cas de viol. Cependant, 65 % approuvent l'avortement si la grossesse est à risque. L’Église catholique à Madagascar et l’Église de Jésus-Christ à Madagascar s’opposent totalement à l’avortement. Marie Fabien Raharilamboniaina (en), président de la Conférence épiscopale de Madagascar, soutient que la vie de l'enfant est sacrée. L’Église a une influence sur l’électorat et les politiciens craignent de perdre son soutien.

## Historique
Le droit malgache est hérité du Code pénal français de 1810. Le 15 juin 1898, le gouverneur général Joseph Gallieni promulgue un décret prévoyant « diverses mesures visant à favoriser la croissance démographique de l'Imerina ». Ce décret criminalise l'avortement. Le gouvernement estime que le taux d'avortement à Madagascar est élevé, car le manque de structures médicales suscite la crainte des femmes d'avorter[Quoi ?]. Joseph Gallieni estime que cette interdiction réduira les décès lors des accouchements. Durant la période coloniale, les conceptions chrétiennes, notamment en matière de morale sexuelle, sont associées à l'ascension sociale. Une loi française de 1920 interdit la contraception et l'avortement, dans le but d'augmenter la natalité. Madagascar conserve cette loi jusqu'en décembre 2017.

### XXIesiècle
Madagascar signe le Protocole de Maputo en 2003, mais ne le ratifie pas. Ce traité garantit le droit à l'avortement. Fin 2007, plusieurs agences des Nations unies suggèrent de dépénaliser l'avortement. L'Église catholique et le président Marc Ravalomanana expriment leur désapprobation,.
Depuis 1984, les présidents républicains des États-Unis mettent en œuvre la politique de Mexico (en), interdisant le financement fédéral américain aux organisations étrangères qui militent en faveur de l'avortement. Donald Trump l'étend en 2017. Madagascar est fortement impacté par cette politique car il compte peu de donateurs étrangers. L'Agence des États-Unis pour le développement international (USAID) finance des organisations non gouvernementales qui soutiennent le ministère de la Santé et fournit des contraceptifs aux établissements de santé. En 2014, 85 % du financement des soins de santé sexuelle et reproductive (en) du pays proviennent de l'USAID, suivi de 11 % par le Fonds des Nations unies pour la population. Sans formation dispensée par les ONG, les prestataires du secteur public ne sont pas en mesure de fournir des méthodes contraceptives à action prolongée ou permanente. À Madagascar, les femmes sont confrontées à des frais plus élevés, à des ruptures de stock et à des distances plus longues pour accéder aux contraceptifs. Certaines ont des grossesses non désirées. Le gouvernement malgache cite la perte du financement de l'USAID comme un obstacle à ses engagements en matière de planification familiale.

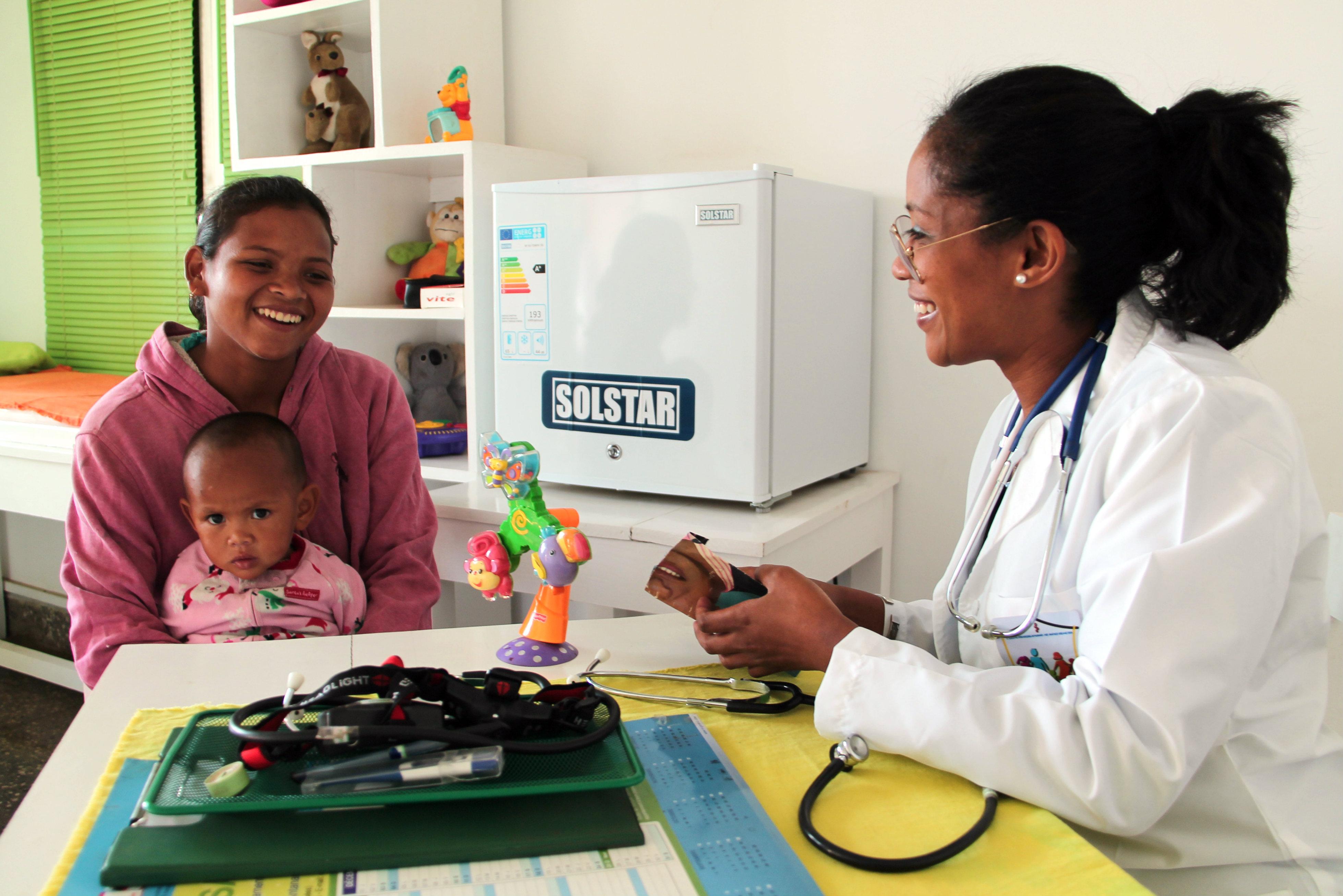
Consultation dans un dispensaire d'USAID à Madagascar.

Deux ONG internationales, dont MSI Reproductive Choices, sont des partenaires majeurs du ministère de la Santé en matière de contraception. Toutes deux refusent de signer la politique de Mexico, car elles prônent la légalisation de l'avortement, bien qu'elles ne pratiquent pas d'avortements illégaux,. Son financement à Madagascar est redistribué à des organisations telles que Population Services International (en). Cette organisation cesse de percevoir 3,5 millions de dollars de financement de l'USAID, soit près de la moitié de son financement à Madagascar. Elle récupère 1 million de dollars en 2018. Elle réduit le nombre de ses cliniques de contraception dans 21 de ses 22 établissements et ferme son programme de bons qui fournit des contraceptifs gratuits,. Elle a met par la suite fin à son soutien à 100 établissements de santé publics et 90 établissements privés. Douze véhicules sont restitués, remplacés en partie grâce à un don, qui permet de les transférer à une organisation américaine. En 2021, Joe Biden inverse cette politique.
En décembre 2017, le Parlement rejette une proposition visant à dépénaliser l'avortement thérapeutique. Cette proposition rencontre l'opposition des responsables politiques et de l'opinion publique. L'association Nifin'Akanga anime un débat de protestation. Nifin'Akanga est un groupe de défense du droit à l'avortement. Son nom vient d'une plante utilisée par voie vaginale pour les avortements illégaux. En 2021, un documentaire sur les recherches de cette organisation est projeté à l'Institut français de Madagascar et diffusé à la radio. En mai 2022, Nifin'Akanga mène une manifestation avec la géographe Mbolatiana Raveloarimisa, l'une des fondatrices de l'association, devant l’Assemblée nationale. Lorsque la France déclare le droit constitutionnel à l’avortement, Raveloarimisa prend la parole lors de la cérémonie.
Les participants affirment que l'avortement est un problème de santé publique et scandent « Gardez vos chapelets loin de nos ovaires ! ». Une commission continue d’examiner le projet de loi en 2022. L'Université d'Antananarivo accueille le premier événement du pays pour la Journée internationale de l'avortement sécurisé en 2019. En décembre 2019, une délégation de l’Union africaine en visite plaide pour que Madagascar ratifie le Protocole de Maputo. Pendant la pandémie de COVID-19, le recours à la planification familiale dans les centres de santé diminue de 40 %, ce qui entraîne une augmentation des grossesses non désirées et des avortements. MSI reçoit l'autorisation du gouvernement d'utiliser ses bus pour fournir des services aux domiciles des femmes et les emmener vers les établissements de santé.

### Proposition de 2021
Le 2 novembre 2021, la députée indépendante Masy Goulamaly présente un projet de loi autorisant l’avortement en cas de viol ou d’inceste. Elle souligne que sa proposition permettrait de recourir à l’avortement lorsque cela est médicalement nécessaire, et non à la demande. Le président de l'Ordre national des médecins, Eric Andrianasolo, soutient la légalisation de l'avortement pratiqué pour protéger la santé. La députée de la coalition MAPAR au pouvoir, Aina Rafenomanantsoa, s'oppose au projet de loi pour des raisons de droits du fœtus. L’Église catholique fait pression contre le projet de loi.
Le gouvernement ne commente pas le projet de loi. Le 17 mai 2022, celui-ci est retiré sans délibération. Les rapporteurs déclarent que le projet de loi est « incompatible avec les valeurs malgaches ». Sur les réseaux sociaux, les partisans du texte qualifient la décision d'hypocrite et critiquent la présidente de l'Assemblée nationale, Christine Razanamahasoa, pour son opposition au projet de loi. La militante des droits des femmes, Marie Christina Kolo, qualifie la décision d'« insoutenable ». Masy Goulamaly propose par la suite chaque année une loi sur l’avortement. En mars 2024, Christine Razanamahasoa déclare qu'elle soutient un débat plus large et une sensibilisation accrue à l'avortement. Elle qualifie la situation à Madagascar de « particulière » en raison du rôle joué par le christianisme. En 2024, la directrice régionale du Fonds des Nations unies pour la population, Lydia Zigomo, exhorte Madagascar à réformer sa législation.

## Prévalence
Entre 1990-1994 et 2015-2019, le taux de grossesses non désirées à Madagascar diminue de 27 %, et la part des grossesses non désirées entraînant un avortement passe de 43 % à 63 %. Près de 75 000 avortements illégaux sont pratiqués chaque année, selon l'ONG pro-avortement Center for Reproductive Rights. Une enquête menée en 2016 dans dix districts de Madagascar révèle que 11 % des femmes sexuellement actives ont eu recours à un avortement au cours des dix dernières années. À Madagascar, les avorteuses sont connues sous le nom de « faiseuses d’anges ». En 2015, le ministère de la Santé estime que l’avortement est à l’origine de 11,8 % des décès maternels. Ces avortements clandestins sont la deuxième cause de mortalité maternelle à Madagascar, derrière l’hémorragie post-partum. En 2019, Selon MSI Reproductive Choices, trois femmes meurent chaque jour d’un avortement provoqué ou spontané.

### Méthodes
Selon une étude de 2021, 52 % des avortements sont pratiqués en dehors des établissements médicaux et 31 % sont pratiqués par des personnes sans formation médicale. Les prestataires privés d'avortement sont nombreux, notamment à Antananarivo. Le coût de l'intervention et du transport rend l'accès à ces services difficile pour les femmes. Un avortement chez un médecin coûte environ 50 000 ariary (10 €), en 2020. Les méthodes courantes pratiquées par des prestataires qualifiés comprennent le curetage, l’insertion d’un cathéter et l’utilisation du misoprostol seul. L'aspiration manuelle par le vide est préférée par de nombreuses femmes, qui pensent que cette technique « nettoie » l'utérus de la même manière que les menstruations. La Gazette de la Grande Île écrit que, malgré l'interdiction, trouver un prestataire privé pour se faire avorter est plus facile que de trouver un lieu d'accouchement sûr. L'Ordre national des médecins de Madagascar ne pratique pas d'avortement mais propose des alternatives.

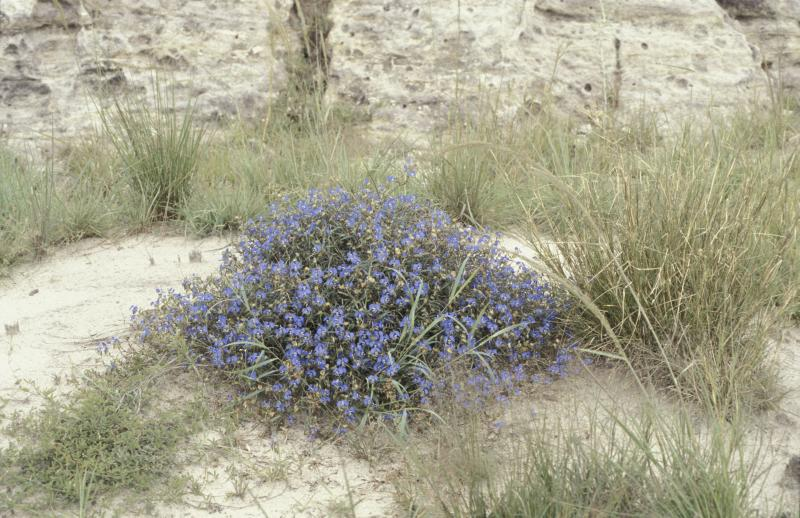
La plante abortive nifin'akanga

Le misoprostol est largement disponible, mais son usage n'est pas réglementé pour les avortements. Son utilisation n'est pas corrélée à un risque d'infection moindre pour les patientes. Les instructions des médecins sont variées, ne correspondent pas aux directives de l’OMS et peuvent entraîner des effets secondaires. Les vendeurs du marché noir vendent des pilules frelatées. Les avortements sont souvent auto-induits avec des tisanes (tambavy), à base d'herbes abortives . Certaines femmes provoquent des avortements en prenant des pilules ou en insérant des objets dans leur utérus. De nombreuses femmes se font avorter par l'intermédiaire de sages-femmes traditionnelles, les (reninjaza), qui ne sont pas qualifiées médicalement. Ces guérisseuses traditionnelles pratiquent des tarifs bien inférieurs à ceux des médecins. La plupart des femmes des villages consultent des matrones, prestataires traditionnelles de santé reproductive. Elles proposent généralement à leurs clientes des tisanes, potentiellement utérotoniques. Les matrones nient souvent connaître les tambavy abortifs. Parmi les plantes abortives, on trouve le nifin'akanga (Commelina madagascarica) et l'ahilava (Echinochloa pyramidalis).

### Soins post-avortement
En 2016, on estime que 27,7 % des avortements ont donné lieu à des soins post-avortement (SAA). MSI propose des soins post-partum dans les hôpitaux publics à 200 000 femmes par an. La complication la plus fréquente est la perforation utérine. Le misoprostol est approuvé pour les soins post-partum en 2017. Son utilisation n’est pas approuvée par les établissements de santé du secteur privé. L'approbation du médicament est controversée, car il peut être utilisé pour provoquer des avortements. En 2016, le misoprostol n'est disponible que dans les cliniques MSI sous le nom de Misoclear.

### Facteurs sociétaux
L'avortement est un sujet tabou à Madagascar. Il est considéré comme une atteinte à la notion de force vitale, ou aïna. Les grossesses, y compris celles non désirées, sont considérées comme des signes positifs de la fertilité d’une femme. La contraception est rare. Un cinquième des femmes malgaches n'y ont pas accès. La plupart n'en ont pas les moyens. Parmi les autres raisons, on peut citer les rumeurs sur les effets néfastes de la contraception sur la santé et la pression exercée par des maris violents. Bien que les familles malgaches aient traditionnellement préféré avoir de nombreux enfants, beaucoup en ont aujourd'hui moins pour se concentrer sur les finances et la scolarité. Les cliniques mobiles de contraception de MSI sont populaires dans de nombreux villages. De nombreux étudiants ont des relations sexuelles avant le mariage, mais l'utilisation de contraceptifs est faible. Nombre d'entre eux pensent que les effets secondaires de la contraception sont plus problématiques que l'avortement. Certaines jeunes filles sont dissuadées par leur famille d'utiliser la contraception. Les femmes les plus susceptibles d’avoir recours à l’avortement sont celles qui sont jeunes, qui ont un niveau d’éducation plus élevé ou qui ont déjà eu des relations sexuelles transactionnelles. L’avortement est plus fréquent dans les zones urbaines que dans les zones rurales.